# Júlio Bozano
Júlio Rafael de Aragão Bozano (8 de novembro de 1936) é um empresário brasileiro de ascendência italiana nascido no Rio Grande do Sul. É listado pela revista Forbes como um dos homens mais ricos do mundo.

## Carreira
Nos anos 60 fundou com o economista e ex-ministro da Fazenda Mário Henrique Simonsen aquele que viria a ser o maior banco de investimentos do país, o Banco Bozano, Simonsen - modelo para outras instituições como o Banco Garantia e o Banco Pactual.
Nos anos 90 adquiriu de uma só vez várias participações em empresas nos leilões de privatização - Usiminas, Companhia Siderúrgica Tubarão, Cosipa, Banco Meridional e a Embraer.
Bozano é um dos 17 brasileiros listados no ranking das pessoas mais ricas do mundo pela revista Forbes, com patrimônio estimado em 1,6 bilhão de dólares. Chegou a ter sob seu controle 40 companhias, com faturamento anual somado de 1,8 bilhão de dólares, reunidas sob a holding Cia Bozano, Simonsen.
Listado em 2016 entre os 70 maiores bilionários do Brasil pela revista Forbes.

## Vida pessoal
Do seu primeiro casamento com Iza Guimarães teve a filha Patrícia Guimarães Bozano, em 1965. Do segundo casamento com a médica veterinária Inês Nicoloso de Castro teve o filho Giulio de Castro Bozano, em 2002. Bozano é um grande entusiasta do turfe nacional sendo o proprietário do maior haras de criação de cavalos de corrida do Brasil, o Haras Santa Maria de Araras.